# Buraków
Buraków (alt. Buraków-Wrzosów; dawn. Buraków Mały − w odróżnieniu od Burakowa Dużego) − osiedle i część miasta Łomianki w województwie mazowieckim.

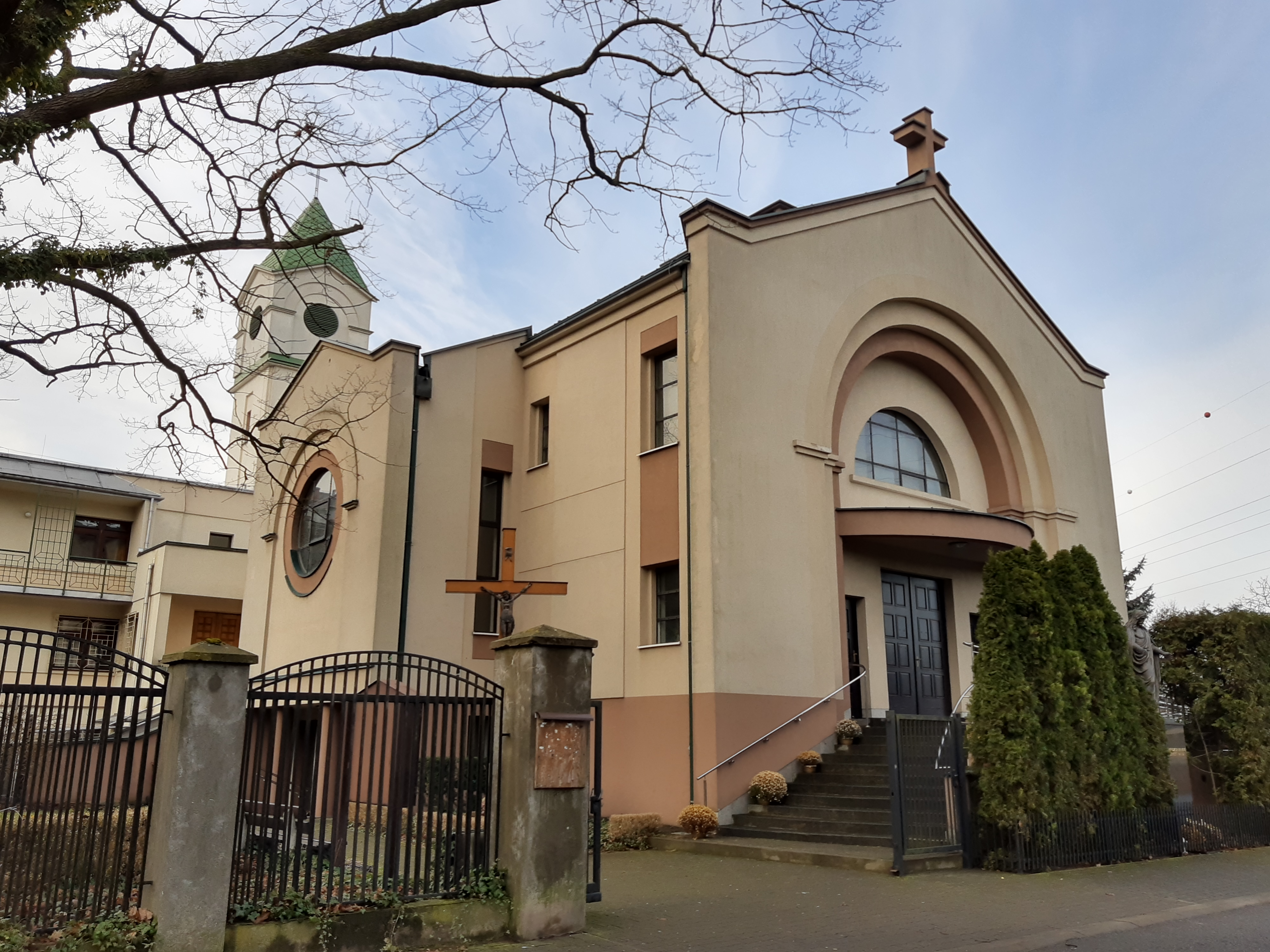
Kościół Bł. Marceliny Darowskiej

Według stanu na dzień 31 grudnia 2008 roku ma powierzchnię 231,2 ha i 1401 mieszkańców.
Buraków uzyskał lokację miejską w 1535 roku, zdegradowany przed 1565 rokiem, ponowne nadanie praw miejskich w 1636 roku, utrata po 1750 roku. Wieś królewska Borakowska Wólka położona była w 1580 roku w powiecie warszawskim ziemi warszawskiej województwa mazowieckiego.
Do 1988 wieś sołecka. 1 stycznia 1989 prawie w całości (114,06 ha) weszła w skład nowo utworzonego miasta Łomianki.

## Granice osiedla
Obszarem osiedla jest obszar ograniczony:
- od północnego zachodu granicą osiedla Łomianki Prochownia wzdłuż ulicy Brukowej oraz granicą sołectwa Łomianki Dolne linią wyznaczoną osią ulicy Brukowej do nurtu rzeki Wisły,
- od zachodu i południa granicą miasta stołecznego Warszawy wzdłuż nurtu rzeki Wisły oraz ulicami: Parkową, Kolejową i Starej Cegielni,
- od południowego zachodu wzdłuż ulicy Stary Tor.

## Historia
Wieś Borakowo wzmiankowana była w XVI wieku. Do inkorporacji Mazowsza w 1526 okoliczne tereny były własnością książąt mazowieckich, które przeszły na własność królewską. Za panowania króla Zygmunta Starego, królowa Bona założyła w Burakowie, Młocinach i najbliższej okolicy kilka dobrze prosperujących młynów. 
W 1535 wieś Borakowo w starostwie warszawskim otrzymała przywilej lokacyjny, ale lokacja miasta okazała się nieudana. W 1656 w czasie potopu szwedzkiego Buraków został praktycznie zniszczony i wyludniony. W XVIII wieku w pobliżu Burakowa powstaje prochownia założona przez Alojzego Fryderyka von Brühla.
W latach 1954–1961 wieś należała i była siedzibą władz gromady Buraków, po jej zniesieniu w gromadzie Łomianki. 
W 1981 r. powstała w Burakowie kaplica klasztorna sióstr Niepokalanek, dzięki czemu w 1994 powołana tu zostaje parafia bł. Marceliny Darowskiej. 1 lipca 1995 r. w Burakowie powstało studio Radia Mazowsze, przeniesione kilka lat później do Nowego Dworu Mazowieckiego. 
Od 1989 roku Buraków jest częścią miasta Łomianki.

## Ważne miejsca
- Kościół pw. bł. Marceliny Darowskiej
- Filia Domu Kultury,
- Filia Biblioteki Publicznej,
- Niepubliczne Przedszkole Sióstr Niepokalanego Poczęcia NMP.

## Ulice osiedla
| - Warszawska - Kolejowa - Brukowa - Stary Tor - Pancerz - Mała - Łąkowa - Olszynowa - Glinianki - Starej Cegielni - 11 Listopada - Zaułek - Przelotowa | - Przełajowa - Staromiejska - Elizy Orzeszkowej - Wólczyńska - ks. Józefa Pioniatowskiego - Józefa Przyłuskiego - króla Jana III Sobieskiego - Stefana Czarneckiego - Przechodnia - Wałowa - Pastewna - Parkowa - Tadeusza Kościuszki |